# Prawdziwy Kościół Jezusa

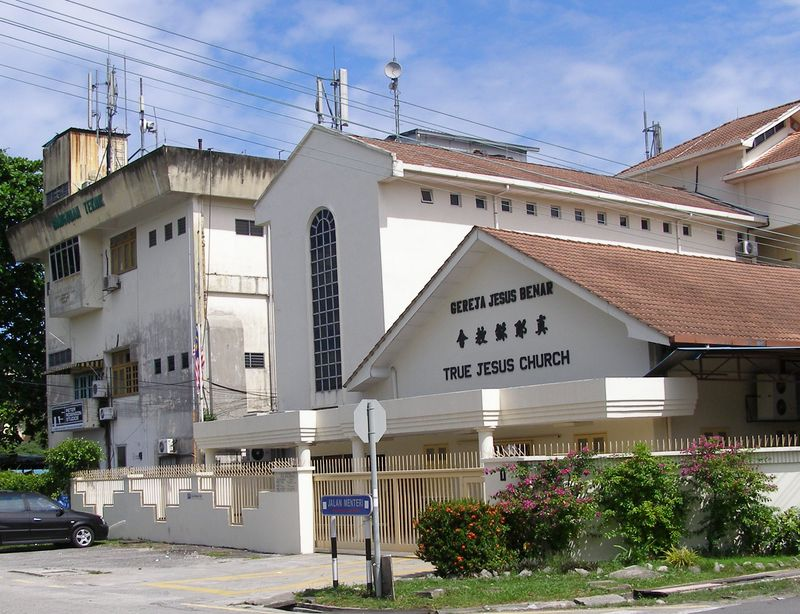
Dom modlitwy Prawdziwego Kościoła Jezusa w Kuala Lumpur

Prawdziwy Kościół Jezusa (chiń. 真耶穌教會; pinyin Zhēn Yēsū Jiàohuì; ang. True Jesus Church) – wywodzący się z Chin kościół zielonoświątkowy o orientacji sabatariańskiej. Posiada obecnie 1,5 mln wyznawców w 29 krajach, głównie na terenie ChRL. Na Tajwanie stanowi trzecie co do wielkości wyznanie protestanckie.

## Historia
Kościół został założony w 1917 roku, na fali dynamicznie rozwijającego się wówczas w Chinach ruchu zielonoświątkowego. Jego twórcą był prezbiteriański diakon Zhang Lingsheng (張靈生), który w prywatnej modlitwie w swoim domu w Tiencinie w dniu 21 grudnia 1909 roku miał dostąpić chrztu w Duchu Świętym oraz objawienia nakazującego święcić szabat. Wkrótce potem do Zhanga przyłączyli się Paul Wei i Barnabas Zhang, których działalność nadała wspólnocie ostateczny kształt. Siedziba kościoła mieściła się w Nankinie, a od 1927 roku w Szanghaju. Barnabas Zhang pod koniec lat 20. wystąpił z kościoła i założył własną wspólnotę w Hongkongu. W dwudziestoleciu międzywojennym Prawdziwy Kościół Jezusa zanotował szybki rozwój w Chinach, Hongkongu i na znajdującym się wówczas pod panowaniem japońskim Tajwanie, powstały też pierwsze wspólnoty misyjne w Singapurze, Korei, Indonezji oraz na Hawajach.
Po utworzeniu Chińskiej Republiki Ludowej w 1949 roku działalność wspólnoty w Chinach kontynentalnych została gwałtownie zahamowana i spotyka się z licznymi trudnościami. Zgodnie z zarządzoną przez władze polityką religijną Prawdziwy Kościół Jezusa, podobnie jak inne wspólnoty protestanckie w tym kraju, został włączony do Patriotycznego Ruchu Potrójnej Autonomii, jedynego oficjalnego kościoła protestanckiego. Wobec prześladowań religijnych, jakie miały miejsce w okresie rewolucji kulturalnej, siedzibę kościoła przeniesiono do Taizhong na Tajwanie, gdzie w 1967 roku zebrał się synod generalny, który ustalił zasady działania wspólnot znajdujących się poza Chinami. Od 1985 roku siedziba kościoła mieści się w Los Angeles. Nieformalne odrodzenie się wspólnoty w Chinach nastąpiło po liberalizacji polityki wyznaniowej w latach 80.

## Doktryna
Prawdziwy Kościół Jezusa należy do grona wspólnot modalistycznych i świętujących szabat zamiast niedzieli. Podkreśla się szczególną wagę trzech sakramentów: chrztu, eucharystii oraz umywania nóg, przy czym bez przyjęcia chrztu nie można uzyskać pozostałych dwu. Chrzest uwalnia człowieka od grzechów i napełnia go Duchem Świętym. Potwierdzeniem odrodzenia się poprzez chrzest jest otrzymanie daru mówienia językami, będącego głównym przejawem duchowości kościoła. Boże Narodzenie odrzuca się jako praktykę pogańską.